# 클래스메이트 PC
클래스메이트 PC(Classmate PC, 구 Eduwise)는 인텔이 개발도상국 어린이를 위한 저가형 개인용 컴퓨터 시장에 진출한 제품이다. 이는 유사한 목표 시장을 갖고 있는 OLPC(One Laptop Per Child) 무역 협회의 XO(Children's Machine)와 어떤 면에서 유사하다. 클래스메이트 PC는 수익을 목적으로 제작되었지만 정보통신기술개발 프로젝트(ICT4D)로 간주된다. 2006년에 출시된 이 장치는 당시 인기 있는 넷북 범주에 속했다.
인텔의 월드 어헤드(World Ahead) 프로그램은 2006년 5월에 설립되었다. 이 프로그램은 타사 제조업체가 자체 브랜드로 저가형 컴퓨터를 생산하는 데 사용할 수 있는 저가형 노트북용 플랫폼을 설계했다. 2009년에는 많은 주문이 취소되었다.
클래스메이트 PC는 인텔의 참조 디자인이다. 인텔은 서브노트북을 만드는 것이 아니라 서브노트북을 구동하는 칩을 생산했다. 참조 디자인은 전 세계 OEM이 자체 브랜드 클래스메이트 PC를 구축하는 데 사용되었다.